# Pachypeza pennicornis
Pachypeza pennicornis es una especie de escarabajo de la familia Cerambycidae. Fue descrito científicamente por primera vez por Ernst Friedrich Germar en 1824.